# Шибін-Ель-Ком
Шибин-ель-Ком — місто на півночі Єгипту, в південно-західній частині дельти Нілу. Адміністративний центр мухафази (провінції) Мінуфія. Координати: city (630000)_region:EG 30°33′ пн. ш. 31°0′ сх. д. / 30.550° пн. ш. 31.000° сх. д.. Населення — 630 000 осіб (2006 р, включаючи передмістя: Ель-Батанун, Бахаті, Істобарі, Ель-Мей, Ель-Мессільха, Міліге, Шанаван і Шубра-Хейт), що становить 18,87% від загального населення провінції . Щільність населення становить 2010 осіб на кв. км.
Органи центральної та місцевої влади, університет. Кілька державних і приватних шкіл і лікарень. Великий міський стадіон. Міжнародний аеропорт. Центральний офіс компанії Telecom Egypt, кілька інтернет-провайдерів, організовані профспілки (медичні, комерційні, сільськогосподарські, інженерні, тощо), спортивні команди, політичні партії, соціальні організації, торгова палата.
Торгово-транспортний центр сільськогосподарського району. Текстильні, бавовноочисні, тютюнові підприємства. Саме місто не нове, але його інфраструктура модернізується. Економіка міста, в основному, залежить від промисловості і торгівлі, в меншій мірі — від сільського господарства.
Жителі провінції активно беруть участь у політичному житті Єгипту. Президент Єгипту Хосні Мубарак родом з передмістя Шибін-Ель-Кома — Ель-Мессільхі.

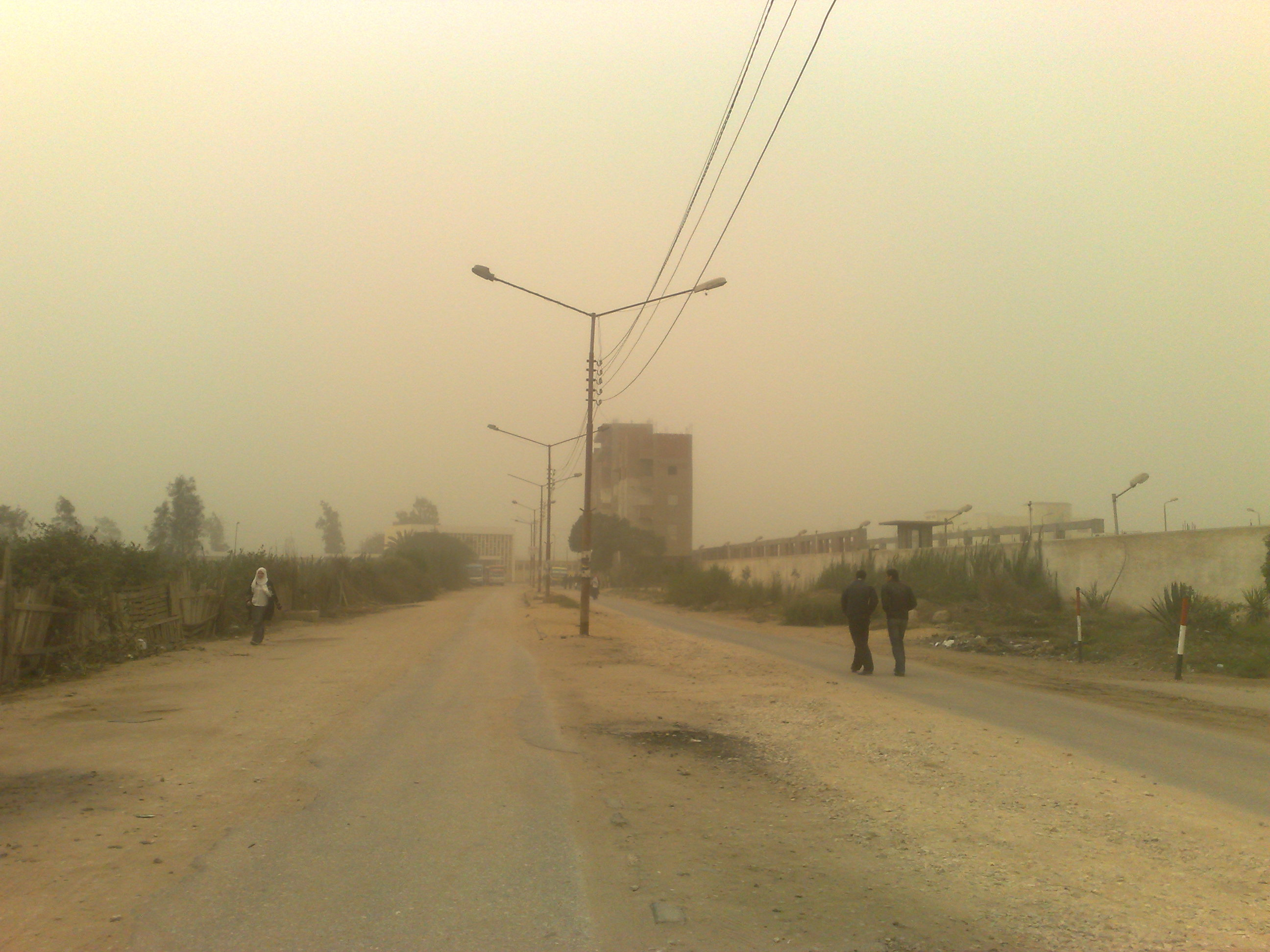
Одна з вулиць Шибін-Ель-Ком
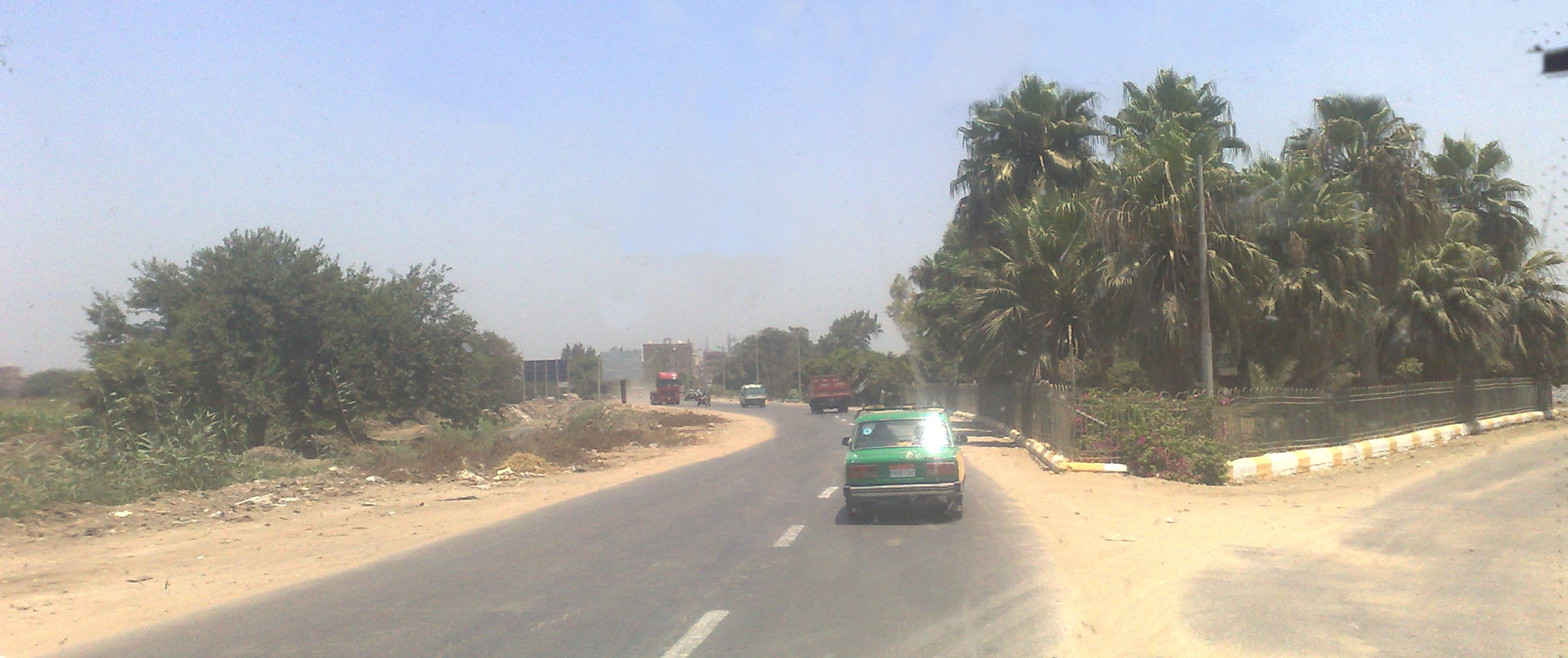
В'їзд в Шибін-Ель-Ком